# Vojna leta 1812
Vojna leta 1812 se je odvijala med Združenimi državami in njenimi zavezniki proti Združenemu kraljestvu in njegovimi zavezniki v Severni Ameriki. Začela se je, ko so Združene države razglasile vojno proti Britaniji 18. junija 1812. Čeprav so bili mirovni pogoji dogovorjeni decembra 1814 v Gentskem sporazumu, se vojna uradno ni končala, dokler sporazum ni bil ratificiran s strani Kongresa Združenih držav 17. februarja 1815.
Anglo – ameriške napetosti so izvirale iz dolgoročnih razlik glede ozemeljske širitev v Severni Ameriki in britanske podpore Tecumsehejevi indijanski konfederaciji, ki se je upirala kolonialni poselitvi ZDA v takratni severozahodni regiji (južno od Velikih jezer). Leta 1807 so se te napetosti zaostrile, ko je Kraljeva vojna mornarica začela izvajati strožje omejitve na ameriško trgovino z Napoleonovo Francijo in prisiljevanje tistih  mornarjev v britansko mornarico, ki so bili prvotno britanski državljani ter celo tiste, ki so pridobili ameriško državljanstvo. Mnenje v ZDA je bilo razdeljeno glede reakcije in čeprav je v Predstavniškem domu in Senatu Združenih držav večina glasovala za vojno, so bile mnenja deljena po strankarskih linijah, pri čemer je Demokratično-republikanska stranka bila za in Federalistična stranka proti. Novice o britanskih koncesijah, ki so jih sprejeli v poskusu izognitve vojni niso dosegle ZDA do konca julija, do takrat je bil konflikt že v teku.
Na morju je Kraljeva mornarica uvedla učinkovito blokado ameriške pomorske trgovine, medtem ko so med letoma 1812 in 1814 britanski redni vojaki in kolonialna milica porazili vrsto ameriških invazij na Zgornjo Kanado. Aprilska abdikacija (1814) Napoleona je Britancem omogočila, da pošljejo dodatne sile v Severno Ameriko in okrepijo blokado Kraljeve mornarice, kar je oslabilo ameriško gospodarstvo. Avgusta 1814 so se začela pogajanja v Gentu, pri čemer sta obe strani želeli mir; britansko gospodarstvo je bilo hudo prizadeto zaradi trgovinske blokade, medtem ko so federalisti decembra sklicali Hartfordsko konvencijo, da bi formalizirali svojo nasprotovanje vojni.
Avgusta 1814 so britanske čete zavzele Washington, preden so ameriške zmage v bitki pri Baltimoru in bitki za Plattsburgh septembra končale bojevanje na severu. V južnovzhodnih Združenih državah so ameriške sile in indijanski zavezniki v "Creek vojni" porazili anti-ameriško frakcijo Muscogee plemena. Gentski sporazum je bil podpisan decembra 1814, čeprav je skoraj minil februar, preden so novice prispele v Združene države in je bil sporazum v celoti ratificiran. V vmesnem času so ameriške čete pod vodstvom Andrew Jacksona odbile velik britanski napad na New Orleans.

## Izvor konflikta
Izvori vojne leta 1812 (1812–1815) med Združenimi državami Amerike in Britanskim imperijem ter njegovimi indijanskimi zavezniki so že dolgo predmet razprav. Vojno leta 1812 je povzročilo več dejavnikov in je na koncu privedla do vojne napovedi Združenih držav  Veliki Britaniji]]:
- Trgovinske omejitve, ki jih je uvedla Velika Britanija, da bi ovirala ameriško trgovino z Napoleonovo Francijo, s katero je bila Velika Britanija v vojni (ZDA so omejitve izpodbijale kot nezakonite v skladu z mednarodnim pravom).[20]
- Prisilno rekrutiranje mornarjev na ameriških plovilih v kraljevo mornarico (Britanci so trdili, da so britanski dezerterji).
- Britanska vojaška podpora domorodcem v Združenih državah Amerike, ki so nudili oborožen odpor širitvi ameriške meje na severozahodnem ozemlju.
- Možna želja ZDA po priključitvi dela ali celotne Kanade.[21]
- Motivacija in želja ZDA, da ohranijo nacionalno čast, kar so imele za britanske žalitve, kot je bila afera Chesapeake.[22]

Ameriško širitev na Severozahodno ozemlje (danes Ohio, Indiana, Michigan, Illinois, Wisconsin in severovzhodna Minnesota) so ovirali indijanski napadi. Nekateri zgodovinarji trdijo, da je bil ameriški cilj v vojni priključiti del ali celotno Kanado, kar mnogi Kanadčani še vedno mislijo. Vendar mnogi trdijo, da je bilo vzbujanje strahu pred takim zasegom zgolj ameriška taktika, ki je bila zasnovana za pridobitev pogajalskega aduta.
Nekateri člani britanskega parlamenta in disidentski ameriški politiki, kot je bil John Randolph iz Roanoka so trdili, da je bil[ameriški ekspanzionizem ne pa pomorski spori glavni motiv za ameriško napoved vojne. To stališče so ohranili nekateri zgodovinarji.
Čeprav so Britanci pred vojno podelili nekaj koncesij glede nevtralne trgovine, so vztrajali pri pravici do vrnitve svojih ubežnih mornarjev. Britanci so si že dolgo prizadevali ustvariti veliko "nevtralno" indijansko državo, ki bi pokrivala velik del Ohia, Indiane in Michigana. Zahtevo so postavili šele leta 1814 na mirovni konferenci v Gentu, vendar so izgubili bitke, ki bi to omogočilo.

## Vojne sile

### Ameriške sile
Med leti 1810–1812 so bile ameriške pomorske ladje razdeljene v dve glavni eskadrilji, pri čemer je "severni diviziji" s sedežem v New Yorku, poveljeval komodor John Rodgers, in "južni diviziji s sedežem v Norfolku poveljeval komodor Stephen Decatur.
Čeprav ni predstavljala velike grožnje za Kanado leta 1812, je bila ameriška mornarica dobro usposobljena in profesionalna sila, ki je štela več kot 5.000 mornarjev in marincev. Imela je 14 ladij za oceansko plovbo, pri čemer so bila tri od njenih petih "super-frigat" neoperativnih ob začetku vojne. Njena glavna težava je bila pomanjkanje financiranja, saj mnogi v Kongresu niso videli potrebe po močni mornarici. Največje ladje v ameriški mornarici so bile fregate in niso bile linijske ladje, ki bi bile sposobne sodelovati v boju flot z  Kraljevo mornarico. Na odprtem morju so Američani zasledovali strategijo napada na trgovske ladje, zajemali ali potapljali so britanske trgovske ladje s svojimi fregatami in privatniki (gusarji´). Mornarica je bila pred vojno večinoma koncentrirana na atlantski obali, saj je imela le dve topnjači na jezeru Champlain, en brig na jezeru Ontario in še en brig na jezeru Erie, ko se je vojna začela.
Vojska ZDA je sprva bila veliko večja od britanske vojske v Severni Ameriki. Mnogi možje so nosili svoje dolge puške, medtem ko so Britanci dobili muskete, razen za eno enoto 500 ostrostrelcev. Vodenje v ameriških častniških vrstah je bilo nedosledno, saj so se nekateri častniki izkazali za odlične, mnogi drugi pa so bili nesposobni in so svoje položaje dolgovali političnim uslugam. Kongres je bil nezaupljiv do stalne vojske in je med vojno vpoklical 450.000 moških iz državnih milic. Državne milice so bile slabo usposobljene, oborožene in vodene. Neuspešna invazija na jezero Champlain pod vodstvom generala Dearborna je to dobro ponazarila. Britanska vojska je prepričljivo premagala milice iz Marylanda in Virginije v bitki pri Bladensburgu leta 1814, predsednik Madison pa je komentiral "Nikoli ne bi verjel, da lahko obstaja tako velika razlika med rednimi enotami in milico, če ne bi bil priča prizorom tega dne".

### Britanske sile
ZDA so bile za Britanijo le sekundarna skrb, dokler so se napoleonske vojne nadaljevale z Francijo. Leta 1813 je imela Francija 80 ladij prve vrste in je gradila dodatnih 35. Obvladovanje francoske flote je bila glavna britanska pomorska skrb, kar je pustilo le ladje na severnoameriškem in jamajškem prizorišču takoj na voljo. V Gornji Kanadi so Britanci imeli provincialno mornarico. Čeprav so bile te ladje večinoma neoborožene, so bile ključni za oskrbo vojske, saj so bili ceste v Gornji Kanadi katastrofalne. Ob začetku vojne je provincialna mornarica imela štiri majhne oborožene ladje na jezeru Ontario, tri na jezero Erie in eno na jezeru Champlain.Provincialna mornarica je bistveno presegla vse, kar so Američani lahko prinesli na Velika jezera.
Ko se je vojna začela je britanska vojska v Severni Ameriki štela 9,777 mož v rednih enotah in "fencibles" regimentih. Medtem ko je bila britanska vojska angažirana v napoleonski Španiji je bilo na voljo le malo okrepitev. Čeprav so bili Britanci številčno podrejeni, so bili dolgoletni redni vojaki in fencibles vojaki bolje usposobljeni in bolj profesionalni kot na hitro povečana vojska Združenih držav. Milice gornje in spodnje Kanade so bile sprva precej manj učinkovite, vendar je bilo med vojno ustanovljenih znatno število poklicnih milic, ki so igrale ključno vlogo v več spopadih, vključno z bitko pri Chateauguay, kar je povzročilo, da so Američani opustili prizorišče ob reki Saint Lawrence.

### Indijanci
Decentralizirane skupine (bande) in plemena so se obravnavale kot zaveznice Britancev ali Američanov ne pa kot podrejene sile. Različna plemena, ki so se borila z vojnimi silami Združenih držav, so jim zagotavljala "najbolj učinkovite lahke enote" medtem ko so Britanci potrebovali avtohtone zaveznike, da bi nadomestili svojo številčno inferiornost. Avtohtoni zavezniki Britancev, Tecumsehova konfederacija na zahodu in Irokezi na vzhodu, so se izogibali odprtim bitkam in se zanašali na neregularno vojskovanje, vključno z napadi in zasedami, ki so izkoristile njihovo poznavanje terena. Poleg tega so bili zelo mobilni, sposobni so bili prehoditi 30–50 mi (50–80 km) na dan.
Njihovi voditelji so si prizadevali, da bi se borili le pod ugodnimi pogoji in so se izogibali vsakršni bitki, ki bi obetala velike izgube ter ravnali, kot so menili, da je najboljše za njihova plemena. Avtohtoni bojevniki niso imeli težav z umikom, če je bilo to potrebno, da bi zmanjšali izgube. Vedno so si prizadevali obkoliti sovražnika, kadar je bilo to mogoče, da bi se izognili obkolitvi in učinkovito izkoristili teren. Njihovo glavno orožje je bilo mešanica mušket, pušk, lokov, tomahawkov, nožev in mečev, pa tudi palic in drugih blizu orožij, ki so včasih imela prednost, da so bila tišja od pušk.

## Razglasitev vojne
1. junija 1812 je predsednik Madison poslal sporočilo Kongresu, v katerem je opisal ameriške pritožbe proti Veliki Britaniji, čeprav ni posebej pozval k razglasitvi vojne. Predstavniški dom je nato štiri dni zaprto razpravljal, preden je glasoval 79 proti 49 glasov (61%) v prid  razglasitvi vojne. Senat Združenih držav je soglašal z razglasitvijo z 19 proti 13 (59%) glasovi. Razglasitev je bila osredotočena predvsem na pomorske zadeve, zlasti na britanske blokade, pri čemer je dve tretjini obtožbe posvečeno omejitvam, ki jih je uvedla Britanija. Konflikt se je uradno začel 18. junija 1812, ko je Madison podpisal zakonodajo. Naslednji dan jo je tudi razglasil. To je bil prvič, da so ZDA uradno razglasile vojno drugi državi in kongresno glasovanje je bilo odobreno z najmanjšo razliko kakršne koli razglasitve vojne v zgodovini Amerike. Noben od 39 Federalistov v Kongresu ni glasoval za vojno, medtem ko so jo drugi kritiki označili za "Vojno g.Madisona". Le nekaj dni po razglasitvi vojne so bili v Baltimorju napadeni nekateri Federalisti, ker so v časopisu objavili antivojne poglede, kar je na koncu pripeljalo do več kot enega meseca dolgih smrtonosnih nemirov v mestu.
Predsednik vlade Združenega kraljestva Spencer Perceval je bil umorjen v Londonu 11. maja, Robert Jenkinson, lord Liverpool je prišel na oblast. Hotel je bolj praktičen odnos z Združenimi državami. 23. junija je razglasil razveljavitev odredb, vendar Združene države o tem niso vedele, saj je trajalo tri tedne, da so novice prečkale Atlantik. 28. junija 1812 je bila britanska ladja "HMS Colibri" poslano iz Halifaksa v New York pod zastavo premirja. Zasidrala je ob "Sandy Hook, New Jersey" 9. julija in odplula tri dni kasneje z izjavo o vojni, z britanskim veleposlanikom v Združenih državah Augustusom Fosterjem in konzulom polkovnikom Thomasom Henryem Barclayom na krovu. V Halifaks je prispela osem dni kasneje. Novice o razglasitvi so potrebovale še več časa, da so dosegle London.
Britanski poveljnik Isaac Brock v zgornji Kanadi je novice prejel mnogo hitreje. Izdal je razglasitev, ki je prebivalce opozorila na stanje vojne in pozval vse vojaško osebje, "da bodo budni pri opravljanju svojih dolžnosti", da preprečijo komunikacijo s sovražnikom  in da aretirajo vsakogar, za katerega se domneva, da je pomagal Američanom. Prav tako je naročil britanski garniziji v Fort St. Joseph na Huronskem jezeru, da zasede ameriško utrdbo pri Mackinacu. Ta utrdba je nadzorovala pot med jezeroma Huron in Michigan, kar je bilo pomembno za trgovino s krznom. Britanska garnizija, pomagali so ji lovci iz "North West Company" in bojevniki plemen Sioux, Menominee, Winnebago, Chippewa in Ottawa, je takoj obkolila in zavzela Mackinac.

## Potek vojne
Vojna se je odvijala na več bojiščih:
1. Meja med Kanado in Združenimi državami: Območje Velikih jezer (Stari severozahod in Zgornja Kanada), Niagarska reka in Reka svetega Lovrenca (Nova Anglija in Spodnja Kanada).
2. Na morju, predvsem v Atlantskem oceanu, vzhodni obali ZDA in obali Kanade.[55]
3. Mehiški zaliv in južne Združene države (vključno z vojno plemena Creek v rečnem bazenu reke Alabama River).
4. Bazen reke Misisipi.

### Nepripravljenost
Vojni so predhodile leta diplomatskih sporov, vendar nobena stran ni bila pripravljena na vojno, ko je prišla. Britanija je bila močno angažirana v Napoleonskih vojnah, večina britanske vojske je bila napotena na polotok v Portugalsko in Španijo in Kraljeva mornarica je blokirala večino evropske obale. Število britanskih rednih vojakov prisotnih v Kanadi julija 1812 je bilo uradno 6.034, podprto z dodatno kanadsko milico. Med vojno je bil britanski minister za vojne zadeve Henry Bathurst, 3. grof Bathurst, ki je imel malo vojakov na voljo za krepitev obrambne moči Severne Amerike v prvih dveh letih vojne. Spodbujal je generalmajorja Georga Prévosta naj vzdržuje obrambno strategijo. Prévost, ki je imel zaupanje Kanadčanov, je sledil tem navodilom in se osredotočil na obrambo Spodnje Kanade na račun Zgornje Kanade, ki je bila bolj ranljiva za ameriške napade in je dopuščala malo ofenzivnih dejanj. Za razliko od kampanj ob vzhodni obali je moral Prevost delovati brez podpore kraljevske mornarice.
ZDA prav tako niso bile pripravljene na vojno. Madison je predvideval, da bodo državne milice zlahka prevzele Kanado in da bodo nato sledila pogajanja. Leta 1812 je redna vojska štela manj kot 12.000 mož. Kongres je odobril širitev vojske na 35.000 vojakov, vendar je bila služba prostovoljska in nepriljubljena; slabo je plačevala in sprva je bilo malo usposobljenih in izkušenih častnikov. Milica se je upirala služenju zunaj svojih domačih držav, bila je nedisciplinirana in ni dobro nastopila proti britanskim silam, ko so se morale boriti na nepoznanem terenu. Več milic se je uprlo ukazom za prečkanje meje in bojevanje na kanadski zemlji.
Ameriškemu vodenju vojne je škodovala njena nepriljubljenost, še posebej v Novi Angliji, kjer so bili nasprotniki vojne glasni. Massachusettska kongresnika Ebenezer Seaver in William Widgery sta bila v "javnosti žaljena in pljuvana" v Bostonu, medtem ko je drhal zajela Plymouthovega glavnega sodnika Charlesa Turnerja 3. avgusta 1812 "in ga vrgli iz mesta". ZDA so imele velike težave pri financiranju svoje vojne. Razpustile so svojo nacionalno banko in zasebni bankirji na severovzhodu so se upirali vojni, a so pridobili financiranje iz Banke Barings v Londonu, da bi pokrili čezmorske obvezniške obveznosti. Nova Angliji ni uspela zagotoviti enot milice ali finančne podpore, kar je bil resen udarec, in države Nove Anglije so glasno grozile, da se bodo odcepile, kar dokazuje "Hartford konvencija". Britanija je izkoristila te razprtije, saj ni blokirala pristanišč Nove Anglije v večjem delu vojne in je tudi  spodbujala tihotapstvo.

### Vojna na zahodu

#### Vdorv Kanado, 1812
Ameriška vojska pod vodstvom Williama Hulla je 12. julija vdrla v Zgornjo Kanado in prispela na Sandwich ("Windsor, Ontario"), potem ko je prečkala reko Detroit. Hull je izdal razglas, ki je naročal, da se vsi britanski državljani predajo. Razglas je navajal, da Hull želi osvoboditi ljudi od "tiranske" Velike Britanije, da bi jim omogočil svobodo, varnost in bogastvo, ki ga uživa njegova lastna država –  razen če raje izberejo "vojno, suženjstvo in uničenje". Prav tako je grozil, da bo ubil vsakega britanskega vojaka, ki ga ujamejo pri boju skupaj z domačimi borci. Hullov razglas je le povečal odpor proti ameriškim napadom, saj mu je primanjkovalo artilerije in zalog.
Hull se je 7. avgusta 1812 umaknil na ameriško stran reke po prejetju novic o porazu pri Brownstownu majorja Thomasa Van Horna in njegovih 200 možeh, ki so bili poslani, da podprejo ameriški dobavni konvoj. Hull se je soočal tudi z pomanjkanjem podpore svojih ofčastnikov in strahom med svojimi vojaki pred morebitnim pokolom s strani sovražnih domorodnih sil. Skupina 600 vojakov pod vodstvom podpolkovnika Jamesa Millerja je ostala v Kanadi in poskušala oskrbeti ameriško pozicijo na območju Sandwich, a z malo uspeha.
General-major Isaac Brock je menil, da bi moral sprejeti drzne ukrepe za pomiritev prebivalstva v Kanadi in prepričati plemena, da je Britanija močna. Preselil se je v Amherstburg blizu zahodnega konca jezera Erie s okrepitevami in napadel Detroit, pri čemer je Fort Malden uporabljal kot svojo trdnjavo. Hull se je bal, da Britanci premorejo številčno premoč in Fort Detroitu je primanjkovalo smodnika in topovskih krogel, da bi zdržal dolgo obleganje. Dogovoril se je, da se preda 16. avgusta. Hull je prav tako naročil evakuacijo Fort Dearborn (Chicago) v Fort Wayne, vendar so jih napadli Potawatomi bojevniki in jih spremljali nazaj v trdnjavo, kjer so bili poklani 15. avgusta. Trdnjava je bila pozneje požgana.
Brock se je preselil na vzhodni konec jezera Erie, kjer je ameriški general Stephen Van Rensselaer poskušal izvesti drugo invazijo. Američani so 13. oktobra poskušali napad čez reka Niagara, a so bili poraženi pri Queenston Heights. Vendar je bil Brock med bitko ubit in britansko vodstvo je utrpelo izgubo po njegovi smrti. Ameriški general Henry Dearborn je poskusil še enkrat napredovati proti severu iz jezera Champlain, a se je njegova milica uprla in ni hotela zapustiti ameriško ozemlje.

#### Ameriški severozahod, 1813
Po tem, ko je Hull predal Detroit, je general William Henry Harrison prevzel poveljstvo nad ameriško vojsko severozahoda. Odpravil se je, da ponovno zavzame mesto, ki sta ga branila polkovnik britanski vojaški častnik Henry Procter in Tecumseh. Odred Harrisonove vojske je bila poražen pri bitki pri Frenchtownu ob reka Raisin 22. januarja 1813. Procter je pustil ujetnike z nezadostno zaščito, njegovi zavezniki Potawatomie pa so ubili in skalpirali 60 ujetih Američanov. Poraz je končal Harrisonovo kampanjo proti Detroitu, a je "Zapomnite si reko Raisin!" postal slogan za Američane.
Maja 1813 sta Procter in Tecumseh oblegala Fort Meigs v severozahodnem Ohiju. Tecumsehovi borci so napadli ameriške okrepitve, ki so prispele med obleganjem, vendar je trdnjava vzdržala. Borci so se na koncu razbežali, kar je Procterja in Tecumseha prisililo, da se vrneta v Kanado. Na poti so poskušali zavzeti Fort Stephenson, majhno ameriško postojanko ob reki Sandusky blizu jezera Erie. Bili so odbiti z resnimi izgubami, kar je označilo konec kampanje v Ohiu.
Kapitan Oliver Hazard Perry je 10. septembra 1813 vodil bitko pri jezeru Erie. Njegova odločilna zmaga pri "Put-in-Bay, Ohio" je zagotovila ameriško vojaško kontrolo nad jezerom, izboljšala ameriško moralo po vrsti porazov in prisilila Britance, da so se umaknili iz Detroita. To je Generalu Harrisonu omogočilo, da je izvedel še eno invazijo v zgornjo Kanado, kar se je končalo z ameriško zmago pri bitka pri reki Thames 5. oktobra 1813, kjer je bil Tecumseh ubit.

#### Ameriški zahod, 1813–1815
Dolina reke Mississippi je bila zahodna meja ZDA leta 1812. Ozemlje, pridobljeno v okviru "Louisiana Purchase" leta 1803 ni vsebovalo skoraj nobenih ameriških naselij zahodno od Mississippi, razen okoli St. Louisa in nekaj trdnjav ter trgovskih postojank v Boonslick. Fort Belle Fontaine je bila stara trgovska postojanka, ki je bila leta 1804 spremenjena v vojaško postojanko in je služila kot regionalni glavni štab. Fort Osage zgrajen leta 1808 ob reki Missouri je bila najbolj zahodna ameriška postojanka, vendar je bila na začetku vojne zapuščena. Fort Madison je bil zgrajen ob Mississippiju v Iowi leta 1808 in je bil od svoje postavitve večkrat napaden s strani britanskega zaveznika plemena Sauk. Ameriška vojska je februarja 1813 zapustila Fort Madison potem, ko so ga napadli indijansku borci in ga oblegali –  s podporo Britancev. To je bila ena redkih bitk, ki so se odvijale zahodno od Mississippija. Poglavar Sauk plemena Black Hawk je imel vodilno vlogo.
Ameriška zmaga na jezeru Erie in ponovno zavzetje Detroita sta izolirala Britance na jezeru Huron. Pozimi je kanadska skupina pod poveljstvom polkovnika Roberta McDoualla je vzpostavila novo dobaviteljsko za York do Nottawasag Baya na Georgian Bay. 18. maja je prispel v Fort Mackinac s zalogami in več kot 400 pripadnikov milicie in Indijancev, nato pa je poslal ekspedicijo, ki je |uspešno oblegala in ponovno zavzela ključno trgovsko postojanko Prairie du Chien, Wisconsin na zgornjem Mississipiju. Američani so poslali obsežno ekspedicijo, da bi razbremenili trdnjavo, vendar so jih bojevniki Sauk, Fox in Kickapoo pod vodstvom Black Hawka napadli in prisilili k umiku z hudimi izgubami v bitki pri Rock Island Rapids. Septembra 1814 so Sauk, Fox in Kickapoo s podporo dela britanske posadke Prairie du Chien odbili drugo ameriško enoto, ki jo je vodil major Zachary Taylor v bitki za Kreditni otok. Te zmage so omogočile Saukom, Foxom in Kickapoo Indijancem, da nadlegujejo ameriške garnizone še naprej proti jugu, kar je povzročilo, da so se Američani umaknili iz Fort Johnsona, v središču Illinoisa. Posledično so Američani izgubili nadzor nad skoraj celotnim območjem Illinoisa, čeprav so zadržali območje St. Louis in vzhodni Missouri. Vendar so Sauki napadli celo ta območja in se spopadli z ameriškimi silami v bitki pri Cote Sans Dessein, Missouri aprila 1815 na ustju Osage River v Missouri Territory in v bitki v Sink Hole maja 1815 blizu Fort Cap au Gris. To je britanske in njihove indijske zaveznike pustilo pod nadzorom večine sodobnega Illinoisa in celega sodobnega Wisconsina.
Medtem so Britanci oskrbovali Indijance v Starem Severozahodu iz Montreala preko Mackinaca. 3. julija so Američani poslali enoto petih plovil iz Detroita, da bi ponovno zasedli Mackinac. Mešana enota rednih vojakov in prostovoljcev iz milice se je 4. avgusta izkrcala na otoku. Niso poskušali doseči presenečenja, Indijanci pa so jih v kratki bitki na otoku Mackinac (1814) napadli in jih prisilili, da so se morali ponovno vkrcati in umankniti. Američani so odkrili novo bazo v Nottawasaga Bay in 13. avgusta uničili njene utrdbe in ladjo Nancy, ki so jo našli tam. Nato so se vrnili v Detroit in pustili dva topova, da blokirata Mackinac. 4. septembra so Britanci presenetili, zajeli in ukradli oba topova. Ti spopadi na jezeru Huron so pustili Mackinac pod britanskim nadzorom.
Britanci so po vojni vrnili Mackinac in drugo zajeto ozemlje Združenim državam. Nekateri britanski častniki in Kanadčani so nasprotovali vrnitvi Prairie du Chien in še posebej Mackinaca pod pogoji Gentskega sporazuma. Vendar so Američani obdržali zajeto postojanko v Fort Malden blizu Amherstburga, dokler Britanci niso sledili sporazumu. Boji med Američani, Sauki in drugimi avtohtonimi plemeni so se nadaljevali še dlje po koncu vojne na vzhodu, do leta 1817.

### Vojna na ameriškem severovzhodu

#### Meja ob Niagari, 1813
Obe strani sta zelo cenili pridobitev nadzora nad Velikimi jezeri in reko St. Lawrence zaradi težav v komunikaciji po kopnem. Britanci so imeli že majhno eskadro vojnih ladij na jezeru Ontario, ko se je vojna začela in so imeli začetno prednost. Američani so ustanovili mornariško pristanišče v Sackett's Harbor, New York, pristanišču na jezeru Ontario. Komodor Isaac Chauncey je prevzel vodstvo nad tisoči mornarjev in ladjedelcev in rekrutiral še več mož iz New Yorka. V 45 dneh so dokončali vojno ladjo (korveto USS Madison). Na koncu je skoraj 3.000 mož v ladjedelnici zgradilo 11 vojaških ladij in mnoge manjše čolne ter transportne ladje. Vojaške enote so bile prav tako nameščene v Sackett's Harborju, kjer so kampirali po mestu, daleč presegajoč majhno populacijo 900 prebivalcev. Častniki so bili nastanjeni pri družinah. "Madison Barracks" so kasneje zgradili v Sackett's Harborju.
Po tem, ko so pridobili prednost z hitrim programom gradnje sta 27. aprila 1813 Chauncey in Dearborn napadla York, Upper Canada, glavno mesto Upper Canade (Kanada). V bitki pri Yorku so manj številčni britanski redni vojaki uničili trdnjavo in pristanišče ter se umaknili, prepuščajoč ameriški milici, da predajo mesto. Ameriški vojaki so zažgali stavbo zakonodajnega zbora in oropali ter vandalizirali več vladnih zgradb in domov domačinov. Sežig Yorka je bil ključnega pomena za Britance in je povzročil pomanjkanje zalog, ki bi bile potrebne v poznejših bitkah.
25. maja 1813 sta Fort Niagara in ameriška eskadra na jezeru Ontario začela bombardirati Fort George, Ontario. Ameriška desantna sila je 27. maja napadla Fort George na severnem koncu reke Niagara in ga zajela brez resnih izgub. Britanci so opustili Fort Erie in se odpravili proti Burlington Heights (Ontario). Britanski položaj se je bližal zrušitvi v Upper Canada; Irokezi so razmišljali o spremembi strani in ignorirali britansko prošnjo, naj jim priskočijo na pomoč. Vendar pa Američani niso zasledovali umikajočih se britanskih sil, dokler ti niso v veliki meri pobegnili in organizirali protinapad v bitki pri Stoney Creeku 5. junija. Britanci so ob 2 zjutraj izvedli presenetljiv napad, kar je privedlo do zmedene borbe in strateške britanske zmage.
Američani so se umaknili na Forty Mile Creek namesto da bi nadaljevali svoj napredovanje v Upper Canada. V tem trenutku so Irokezi rezervata Velike reke začeli prihajati, da se borijo za Britance, saj ameriška zmaga ni bila več videti neizbežna. Irokezi so na Forty Mile Creek napadli ameriško patruljo, medtem ko je eskadra Kraljeve mornarice s sedežem v Kingstonu priplula in bombardirala ameriški tabor. General Dearborn se je umaknil v Fort George, napačno prepričan, da je številčno in oboroženo podrejen. Britanski brigadir John Vincent je bil spodbujen, ko se je približno 800 Irokezov zbralo, da mu priskočijo na pomoč.
Ameriška sila se je 24. junija predala manjšim britanskim silam zaradi predhodnega opozorila Laure Secord v bitki pri Beaver Dams, kar je označilo konec ameriške ofenzive v Upper Canada. Britanski generalmajor Francis de Rottenburg ni imel dovolj moči, da bi prevzel Fort George, zato je uvedel blokado upajoč, da bo Američane prisilil v predajo. Medtem je komodor James Lucas Yeo prevzel vodstvo britanskih ladij na jezeru in izpeljal protinapad, ki so ga Američani zavrnili v bitki pri Sackett's Harbor. Nato sta se Chaunceyeva in Yeojeva eskadri borili v dveh nedoločenih akcijah blizu Niagare 7. avgusta in v Burlington Bayu 28. septembra. Noben poveljnik ni bil pripravljen tvegati več za popolno zmago.
Pozno leta 1813 so Američani zapustili kanadsko ozemlje, ki so ga zasedali okoli Fort George. Zažgali so vas Newark (zdaj Niagara-on-the-Lake) 10. decembra 1813, kar je razjezilo Kanadčane. Mnogi od prebivalcev so ostali brez zavetja, zmrznili so v snegu. Britanci so se maščevali po svojem zavzetju Fort Niagare 18. decembra 1813. Britansko-indijanska sila pod vodstvom Rialla je napadla sosednje mesto Lewiston, New York 19. decembra; štiri ameriške civiliste so po bitki ubili pijani Indijanci. Majhna sila Tuscarora bojevnikov je med bitko napadla Riallove može, kar je omogočilo mnogim prebivalcem Lewistona, da zapustijo vas. Britanci in njihovi indijski zavezniki so nato napadli in požgali Buffalo, New York ob jezeru Erie 30. decembra 1813 v maščevanju za ameriški napad na Fort George in Newark maja.

#### St. Lawrence in Spodnja Kanada, 1813
Britanci so bili ranljivi ob odseku St. Lawrence, ki je bil med Spodnjo Kanado in ZDA. Pozimi 1812–1813 so Američani sprožili vrsto napadov iz Ogdensburga, New York, od koder so ovirali britanski dobavni promet po reki. 21. februarja je George Prévost prečkal Prescott, Ontario na nasprotni obali reke z okrepljeno enoto za Spodnjo Kanado. Ko je naslednji dan odšel, so okrepitve in lokalna milica napadli Ogdensburg in Američani so bili prisiljeni v umik.
Američani so v letu 1813 izvedli še dva napada proti Montrealu. Generalmajor Wade Hampton se je moral pomakniti proti severu iz jezera Champlain in se pridružiti sili pod genralom Jamesom Wilkinsonom, ki bi izplula iz Sackett's Harbora na jezeru Ontario in se spustila po reki St. Lawrence. Hampton je bil zadržan zaradi prometnih in dobavnih težav ter ga je njegova intenzivna sovražnost do Wilkinsona omejevala pri želji po podpori njegovemu načrtu. Charles de Salaberry je 25. oktobra na reki Chateauguay premagal Hamptonovo silo 4.000 z manjšimi enotami lahke pehote bataljona "Canadian Voltigeurs" in Mohawk Indijancev. Salaberryjeva sila je štela le 339 mož, vendar je imela močno obrambno pozicijo. Wilkinsonova sila 8.000 se je 17. oktobra odpravila, a so jo zadržale vremenske razmere. Wilkinson je slišal, da ga britanska sila zasleduje pod kapitanom Williamom Mulcasterjem in polkovnikom Josephom Wantonom Morrisonom in je prispela blizu Morrisburga, Ontario do 10. novembra, približno 150 kilometrov (90 mi) od Montreala. 11. novembra je njegova zaščitnica 2.500 mož napadlaMorrisonovo silo 800 mož v bitki pri Crysler's Farm in bil odbit z velikimi izgubami. Izvedel je, da Hampton ne more obnoviti napredovanja, se umaknil v ZDA in se namestil v zimska bivališča. Po neuspelem napadu na britansko opazovalno postojanko v bitki pri Lacolle Mills (1814) se je odpovedal svojemu poveljstvu.

#### Kampanje Niagara in Plattsburgh, 1814
Američani so ponovno napadli niagarsko mejo. Zasedli so jugozahodni del zgornje Kanade potem, ko so premagali polkovnika Henryja Procterja pri Moraviantownu oktobra in verjeli, da bo osvojitev preostale province prisilila Britance, da jo predajo njim. Konec vojne z Napoleonom v Evropi aprila 1814 je pomenil, da so Britanci lahko premestili svojo vojsko v Severno Ameriko, zato so Američani želeli zavarovati zgornjo Kanado, da bi se lahko pogajali z močnejše pozicije. Načrtovali so napad po niagarski meji, medtem ko so poslali drugo enoto, da ponovno zavzame Mackinac. Osvojili so Fort Erie 3. julija 1814. Nepoznavajoč usoda Fort Erie ali velikosti ameriške enote se je britanski general Phineas Riall angažiral v spopadu z Winfieldom Scottom, ki je zmagal proti britanski enoti v bitki pri Chippawi 5. julija. Ameriške sile so prestale težko usposabljanje pod vodstvom Winfielda Scotta in so se izkazale kot profesionalne pod ognjem. Postavili so se v plitvo U formacijo, kar je omogočilo bočni ogenj in dobro usmerjene salve proti Riallovim možem. Riallovi možje so bili pregnani z bojišča.
Poskus, da bi napredovali še naprej, se je končal z dolgo, a neodločno bitko pri Lundyjevem Lanu 25. julija. Bitka se je odvijala nekaj milj severno od Chippawa Creek blizu slapov Niagare in velja za najbolj krvavo bitko v vojni. Obe strani sta ostali pri svojem, saj se je ameriški general Jacob Brown po bitki umaknil v Fort George, Britanci pa niso sledili. Poveljniki Riall, Scott, Brown in Drummond so vsi bili ranjeni; Scottove rane so končale njegovo službo v tej vojni.
Američani so se umaknili, a so prenesli dolgotrajno obleganje Fort Erie. Britanci so poskušali napasti Fort Erie 14. avgusta 1814, vendar so utrpeli hude izgube, 950 ubitih, ranjenih in ujetih, kar v primerjavi z le 84 mrtvimi in ranjenimi na ameriški strani ogromno. Britance so dodatno oslabele izpostavljenost in pomanjkanje zalog. Na koncu so opustili obleganje, toda ameriški general major George Izard je prevzel poveljstvo na niagarski fronti in napadel medlo. Ameriški napad ob Grand River (Ontario) je uničil številne kmetije in oslabil britansko logistiko. Oktobra 1814 so Američani napredovali v Zgornjo Kanado in se vključili v spopade pri Cooks Mills, Welland. Umaknili so se, ko so slišali o prihodu nove britanske bojne ladje "HMS St Lawrence", ki je bila splavljena v Kingstonu septembra in oborožena z 104-imi topovi. Američani so imeli pomanjkanje oskrbe in so se umaknili čez Niagaro po uničenju Fort Erie.
Medtem ko je Napoleon odstopil, je bilo 15.000 britanskih vojakov poslanih v Severno Ameriko pod vodstvom štirih najbolj sposobnih poveljnikov brigad, kateri so služili pod Wellingtonom. Manj kot polovica so bili veterani Napoleonske vojne, ostali so prihajali iz garnizonov. Prévostu je bilo naročeno, da zažge Sackett's Harbor, da bi pridobil pomorski nadzor nad jezerom Erie, jezerom Ontario in Zgornjimi jezeri ter da bi branil Spodnjo Kanado pred napadom. Obranil je Spodnjo Kanado, a drugače ni uspel doseči svojih ciljev, zato je se odločil za invazijo na zvezno državo New York. Njegova vojska je številčno prekašala ameriške branilce v Plattsburgh ,New Yorpod generalom Alexandtom Macombom, vendar je bil zaskrbljen zaradi svojih bokov in se je odločil, da potrebuje pomorsko kontrolo nad jezerom Champlain. Ko je prispel v Plattsburgh je Prévost odložil napad, dokler ni kapitan George Downie prispel z na hitro zgrajeno 36-topovsko fregato "HMS Confiance". Confiance ni bila popolnoma dokončana, njena neizkušena posadka pa nikoli ni delala skupaj, vendar je Prévost prisilil Downieja v prezgodnji napad.
Britanska eskadra na jezeru je bila bolj izenačena z Američani pod poveljnikom Thomasom Macdonoughom. V bitki pri Plattsburghu 11. septembra 1814 je Confiance utrpela hude izgube in dvignila bela zastavo, preostala britanska flota pa se je umaknila. Prevost, ki je s svojim vztrajanjem po formalnih uniformah že razburil svoje veteranske častnike, je zdaj izgubil njihovo zaupanje, medtem ko je Macdonough izšel iz bitke kot nacionalni junak.
Američani so zdaj imeli nadzor nad jezerom Champlain; Theodore Roosevelt je to kasneje poimenoval "največja pomorska bitka vojne".
Prévost se je nato obrnil nazaj v presenečenje svojih višjih častnikov rekoč, da je preveč tvegano ostati na sovražnikovem ozemlju po izgubi pomorske prevlade. Poklicali so ga nazaj v London, kjer je vojaško sodišče odločilo, da je bila poraz predvsem posledica Prévostovega pritiska na eskadro, da izvede prezgodnjo akcijo, nato pa je spodletel pri zagotavljanju obljubljene podpore od kopenskih sil. Nenadoma je umrl, tik preden se je  začelo njegovo vojaško sodišče. Njegov sloves je padel še nižje, ko so Kanadčani trdili, da je njihova milica pod Brockom opravila delo, vendar je Prévost spodletel. Vendar pa so bili nedavni zgodovinarji prijaznejši. Peter Burroughs trdi, da je bila njegova priprava energična, dobro zasnovana in celovita za obrambo Kanade s omejenimi sredstvi ter da je dosegel primarni cilj preprečitve ameriške osvojitve.

#### Zasedba Maina
Maine, takrat del Massachusettsa, je bil bazen za tihotapstvo in nezakonito trgovino med ZDA in Britanci. Do leta 1813 je bilo območje na splošno mirno, razen dejanj privatniških ladij blizu obale. Septembra 1813 je brig ameriške mornarice "USS Enterprise"  zajel britanski brig "HMS Boxer" pred Pemaquid Point Light.
11. julija 1814 je Thomas Masterman Hardy brez izstrelitve zavzel Moose Island [Eastport, Maine) in celotna ameriška garnizija, 65 mož iz Fort Sullivana (Maine) se je mirno predala. Britanci so začasno preimenovali zajeto trdnjavo v "Fort Sherbrooke". Septembra 1814 je John Coape Sherbrooke vodil 3.000 britanskih vojakov iz svoje baze v Halifaksu v "Penobscot odpravo". V 26 dneh je napadel in oplenil Hampden, Maine, Bangor, Maine in Machias, Maine, uničil ali zajel 17 ameriških ladij. Zmagal je v bitki za Hampden, pri čemer sta padli dva Britanca, Američani pa so imeli enega mrtvega. Umikajoče se ameriške sile so bile prisiljene uničiti fregato "USS Adams".
Britanci so zasedli mesto Castine, Maine in večino vzhodnega Mainea za preostanek vojne, upravljali so ga pod vojno upravo in ponovno vzpostavili kolonijo New Ireland (Maine).Pogodba iz Genta je to ozemlje vrnila Združenim državam. Ko so Britanci odšli aprila 1815, so vzeli £10,750 v tarifnih dajatvah iz Castina. Ta denar, imenovan "Castine Fund" je bil uporabljen za ustanovitev Dalhousie univerze v Halifaksu. O odločitvah o otokih v Passamaquoddy Bay je odločal skupni odbor leta 1817. Vendar je Machias Seal Island prevzela britanska vojska kot del okupacije, kar komisija ni obravnavala. Medtem, ko ga Britanija/Kanada še vedno drži, ostaja spor o tem do danes.

### Kampanja v Chesapeakeu
Strateška lokacija Chesapeake Baya blizu reke Potomac je bila glavni cilj za Britance. Admiral George Cockbur] je tja prispel marca 1813, pridružil se mu je admiral Warren, ki je prevzel poveljstvo nad operacijami deset dni kasneje. Od marca naprej je eskadra pod Cockburnom začela z blokado ustja zaliva v pristanišču Hampton Roads in napadala mesta ob zalivu od Norfolk, Virginia do Havre de Grace, Maryland. Konec aprila je Cockburn pristal v Frenchtown, Maryland in zažgal ladje, ki so bile tam privezané. V naslednjih tednih je porazil lokalne milice ter oropal in zažgal tri druga mesta. Nato je prišel do železarne  v Principiu in jo uničil skupaj s štirinajstimi topovi.
4. julija 1813 je komandant Joshua Barney, ameriški pomorski častnik iz revolucije, prepričal mornarico, da naj zgradi Chesapeake Bay flotiljo, eskadro dvajsetih večjih čolnov, ki so jih poganjajle majhna jadra ali vesla, za obrambo Chesapeake Bay. Splavili so jo aprila 1814, a je bila kmalu ujeta na Patuxent River. Čeprav so bile uspešne pri nadlegovanju Kraljeve mornarice, niso mogle ustaviti prihodnjih britanskih operacij na tem območju.

#### Požig Washingtona
Avgusta 1814 je sila 2.500 vojakov pod vodstvom generala Rossa pravkar prispela na Bermude na "HMS Royal Oak", treh fregatah, tri slupih in desetih drugih plovilil. Osvobojeni napoleonskih vojn z zmago so Britanci nameravali uporabiti te enote za preusmeritvene napade ob obalah Marylanda in Virginije. V odgovor na Prévostovo prošnjoPredloga:Specify so se odločili uporabiti to silo, skupaj z že prisotnimi mornariškimi in vojaškimi enotami, za napad na nacionalno prestolnico Washington. V pričakovanju napada so dragoceni dokumenti, vključno z izvirno ustavo, bili preneseni v Leesburg, Virginia. Britanska posebna enota je napredovala po Chesapeakeu in porazila flotiljo topničarskih čolnov komandanta Barneyja, izvedla napad na Aleksandrijo, izkrcala kopenske sile, ki so premagale ameriške branilce v bitki pri Bladensburgu in izvedla požig Washingtona.
Ameriški minister za vojno John Armstrong Jr. je vztrajal, da nameravajo Britanci napasti Baltimore namesto Washingtona, čeprav so britanske vojaške in mornariške enote že bile na poti proti Washingtonu. Brigadir general William H. Winder, ki je uničil več mostov na tem območju, je menil, da bodo Britanci napadli Annapolis in je čakal z napado, ker je napačno mislil, da je britanska vojska dvakrat večja. Neizkušena državna milica je bila zlahka poražena v bitki pri Bladensburgu, kar je odprlo pot do Washingtona. Britanske enote pod poveljstvom majorja generala Roberta Rossa v spremstvu Cockburna, je napadla in zasedla Washington s silo 4.500 mož. Dne 24. avgusta, ko so Britanci končali z plenjenjem, je Ross svojim četam naročil, naj požgejo številne javne zgradbe, vključno z Belo hišo in Kapitolom. Kasneje so poročali o obsežni škodi v notranjosti in zunanjosti obeh. Ameriški vladni in vojaški uradniki so pobegnili v Virginijo, medtem ko je sekretar ameriške mornarice William Jones ukazal, naj se Washington Navy Yard in bližnja utrdba porušijo, da bi preprečili njeno zavzetje. Britanci so uničili javne zgradbe v Washingtonu, zasebnim rezidencam pa so prizanesli.

#### Obleganja utrdbe Fort McHenry
Potem ko so Britanci vzeli nekaj streliva iz skladišča Washington Munitions so se vkrcali na svoje ladje  in se premaknili proti svojemu glavnemu cilju, močno utrjenemu večjemu mestu Baltimore. Ker so bile nekatere njihove ladje zaustavljene med napadom na Aleksandrijo so odložili svoj premik, kar je Baltimoru omogočilo, da okrepi utrdbe in pripelje nove zvezne čete in enote državne milice. "Bitka za Baltimore" se je začela z britanskim izkrcanjem 12. septembra 1814 v Fort Howard (Maryland), kjer jih je na polotoku Patapsco Neck pričakala ameriška milica. Začela se je izmenjava ognja z žrtvami na obeh straneh. Poveljnika britanske vojske, generalmajorja Roberta Rossa, so ubili ostrostrelci. Britanci so se ustavili, nato pa nadaljevali korak proti severozahodu, da bi se pri Godly Woodu soočili z nameščenimi enotami milice Marylanda in mesta Baltimore. Bitka za North Point se je bila več popoldanskih ur v dvoboju z mušketami in topništvom. Britanci so načrtovali tudi sočasni napad na Baltimore po vodi naslednji dan, čeprav kraljeva mornarica ni mogla onemogočiti Fort McHenry na vhodu v pristanišče Baltimore v podporo napadu britanske vojske s severovzhoda. 
Britanci so sčasoma spoznali, da ne morejo izsiliti prehoda za napad na Baltimore v sodelovanju s kopenskimi silami. Kapitan Charles Napier je v zadnjem nočnem napadu z barkami med močnim dežjem obkrožil trdnjavo po srednjem kraku reke proti zahodu. Zaradi nevihte se je odprava razcepila in delno napačno usmerila, nato pa se je po hudih žrtvah zaradi pazljivih topničarjev Fort Covingtona in baterije Babcock obrnila nazaj. Britanci so napad odpovedali in odpluli po reki navzdol, da bi pobrali svojo vojsko, ki se je umaknila z vzhodne strani Baltimora. V noči napada so v Baltimoru ugasnili vse luči, trdnjava pa je bila bombardirana 25 ur. Edina svetloba je bila oddana od eksplodirajočih granat nad utrdbo Fort McHenry, ki so osvetljevale zastavo, ki je še vedno plapolala nad utrdbo. Obramba utrdbe je navdihnila ameriškega odvetnika Francisa Scotta Keya, da je napisal pesem »Obramba utrdbe M'Henry«, ki je bila kasneje uglasbena kot »The Star-Spangled Banner«.

### Južna fronta
Zaradi večjezičnega prebivalstva regije so tako Britanci kot Američani vojno na jugu Mehiškega zaliva dojemali kot bistveno drugačen konflikt od tistega, ki se je odvijal v nižavju Južne Karoline in Chesapeakeu. 

#### Creek (indijansko pleme) vojna
Pred letom 1813 je bila vojna med Creek ali Muscogee indijanskim plemenom večinoma notranja zadeva, ki jo je sprožila ideja Tecumseha na severu v dolini Mississipi. Frakcija znana kot "Red Sticks" ali "Rdeče palice", poimenovana po barvi njihovih vojnih palic, se je odcepila od preostale Creek konfederacije, ki je želela mir z Združenimi državami. Rdeče palice so bile zavezniki z Tecumsehom, ki je obiskal Creeke pred letom 1813 in spodbudil večji odpor proti Američanom. Creek narod je bil trgovinski partner Združenih držav, aktivno vključen tudi v britansko in špansko trgovino. Rdeče palice, kot tudi mnoga južna Muscogee plemena, kot so Seminoli, so imeli dolgo zgodovino zavezništva z britanskim in španskim imperijem. To zavezništvo je pomagalo severnoameriškim in evropskim silam zaščititi ozemlja na jugu.
27. julija so se Rdeče palice vračale iz Pensacole, Florida z tovorno karavano polno trgovskih dobrin in orožja, ko so bili napadene od Američanov, ki so pobegnili z njihovimi dobrinami. 30. avgusta 1813 v maščevanju za napad, so Rdeče palice pod vodstvom poglavarjev Creek Williamom Weatherfordom in Peter McQueenom napadle Fort Mims severno od Mobile, Alabama, edinega ameriškega obalnega pristanišča na območju Zahodne Floride. Napad na Fort Mims je privedel do smrti 400 naseljencev, vseh zaklanih in skalpiranih, vključno z ženskami in otroki in postal ideološka točka združevanja za Američane. Povezal je zvezno državo Georgia in milico Mississippija, da takoj ukrepata proti Creek ofenzivi.
Poveljniki Rdečih palic so pridobili moč na vzhodu ob Alabama River, Coosa River in Tallapoosa River v zgornjem Creek območju. Nasprotno je frakcija Lower Creek, ki so živeli ob Chattahoochee River, nasprotovali Rdečim palicam in želeli ostati zavezniki ZDA. Indijski agent Benjamin Hawkins je rekrutiral Lower Creeke, da pomagajo 6. vojaškemu okrožju pod Generalom Thomas Pinckneyjem in državnim milicam proti Rdečim palicam. Združene sile Združenih držav so obsegale 5.000 vojakov iz vzhodnega in zahodnega Tennesseeja z okoli 200 indijanskimi zavezniki. Ob svojem vrhuncu je imela frakcija Rdečih palic 4.000 bojevnikov, od katerih je imela le četrtina muškete.
Indijanska meja zahodne Georgije je bila najbolj ranljiva, vendar je bila že delno utrjena. Od novembra 1813 do januarja 1814 je milica Georgije in bojevniki iz Muscogee (Creek) in Cherokee plemen ter milice iz držav North Carolina in South Carolina organizirali utrjevanje obramb na obrežju reke Chattahoochee in odposlale ekspedicije v zgornje Creek območje v današnji Alabami. Vojska, ki jo je vodil general John Floyd je šla v srce Creek Svetih krajev in zmagala v veliki ofenzivi proti enemu največjih Creek mest v bitki pri Autossee, ubila je dvesto ljudi. Novembra je milica Mississippija z 1.200 možmi napadla Econachca tabor v bitki pri Svetih krajih ob reki Alabama. Tennessee je mobiliziral milico z 5.000 možmi pod poveljstvom generalmajorja Andrew Jacksona in brigadnega generala John Coffeeja ter zmagal v bitkah pri Tallushatchee in   pri Talladegi novembra 1813.
Jackson se je pozimi soočil z problemi pri novačenju. Odločil se je združiti svoje sile, sestavljene iz milice Tennessee in proameriških Creekov z Georgijsko milico. Vendar pa so januarja Rdeče palice napadle njegovo vojsko v bitkah pri Emuckfawu in Enotachopo Creeku. Jacksonove enote so odbile napadalce, vendar so bili številčno šibkejši in prisiljeni, da se umaknejo na svojo bazo pri Fort Strother.
Januarja je Floydova sila 1.300 državne milice in 400 Creekov prišla, da bi se pridružila silam Združenih držav v Tennesseeju, vendar so jih 27. januarja napadli Muscogee Indijanci iz Tukabatchee v taboru ob Calibee Creeku.
Jacksonova sila se je povečala s prihodom vojakov vojske Združenih držav in drugim vpoklicem Tennesseejske državne milice, Cherokeejev in proameriških Creekov, ki so povečali njegovo vojsko na okoli 5.000 mož. Marca 1814 so se odpravili proti jugu, da bi napadli Rdeče palice. 27. marca je Jackson odločujoče premagal silo okoli tisoč Rdečih palic v bitki pri Horseshoe Bend (1814), pri čemer je ubil 800 nasprotnikov ob lastni izgubi samo 49 mrtvih in 154 ranjenih.
Jackson je nato premaknil svojo vojsko v Fort Jackson (Alabama) ob reki Alabama. Takoj se je obrnil proti proameriškim Creek, ki so se borili z njim in prisilil njihove plemenske voditelje, skupaj z enim poglavarjem Rdečim palic, da podpišejo Pogodbo iz Fort Jackson, ki je prisilila pleme Creek kot celoto, da prepusti večji del zahodne Georgie in del Alabame ZDA. Tako Hawkins kot proameriški Creeki so močno nasprotovali pogodbi, ki so jo smatrali za izredno nepravično. Tretji člen pogodbe je prav tako zahteval, da Creek prenehajo s stiki z Britanci in Španci ter trgujejo le z agenti, ki jih odobrijo Združene države.

#### Obala Mehiškega zaliva
Britanska pomoč Rdečim palicam je prispela po koncu Napoleonovih vojn aprila 1814 in potem, ko je admiral Alexander Cochrane prevzel poveljstvo od admirala Warrena marca. Kapitan Hugh Pigot je prispel maja 1814 z dvema ladjama, da bi oborožil Rdeče palice. Mislil je, da bi lahko oborožili in rekrutirali približno 6.600 bojevnikov. To je bilo v najboljšem primeru pretirano optimistično. Rdeče palice so bili tisti čas uničevani kot vojaška sila. Cochrane je podcenil Jacksonovo sposobnost in verjetno ni bil seznanjen z njegovim napredkom nad Creek plemenom. Aprila 1814 so Britanci vzpostavili oporišče ob Reki Apalachicola (godovinska območja Prospect Bluff). Cochrane je poslal enoto kraljevih marincev pod poveljstvom Edwarda Nicollsa, ladji "HMS Hermes" in "HMS Carron" ter dodatne dobave, da se srečajo z Indijanci v regiji. Poleg usposabljanja indijanskih zaveznikov je Nicolls imel za nalogo, da oblikuje enoto iz pobeglih sužnjev kot del korpusa kolonialnih marincev.
12. julija 1814 je general Jackson opozoril guvernerja Zahodne Floride, Matea Gonzáleza Manriqueja, ki je bil v Pensacoli, da se v Španski Floridi skrivajo borci iz Creek vojne in se skliceval na poročila o britanski prisotnosti na španskih tleh. Čeprav je dal Jacksonu jezen odgovor, je bil Manrique alarmiran zaradi šibkega položaja, v katerem se je znašel in se obrnil na Britance za pomoč. Britanci so bili opaženi, ko so pristajali 25. avgusta in raztovarjali naslednji dan.
Prvo angažiranje Britancev in njihovih zaveznikov Creek proti Američanom na obali Mehiškega zaliva je bil napad 14. septembra 1814 na Fort Bowyer. Kapitan William Percy je poskušal zavzeti utrdbo Združenih držav upajoč, da se bo nato pomaknil naprej proti Mobile in blokiral trgovino ter prodiranje Združenih držav na Mississippi. Potem, ko so Američani odgnali Percyeve sile, so Britanci vzpostavili vojaško prisotnost do 200 marincev v Pensacoli. Novembra je Jacksonova sila 4000 ljudi v bitki pri Pensacoli (1814) zavzela mesto. To je poudarilo premoč Jacksonove sile v številu v regiji. Sila Združenih držav se je pozno leta 1814 preselila v New Orleans. Jacksonova vojska 1.000 rednih vojakov in 3.000 do 4.000 milice, piratov, drugih borcev ter civilistov in sužnjev je zgradila utrdbe južno od mesta.
Ameriške sile pod generalom Jamesom Wilkinsonom, ki je bil sam plačan španski tajni agent, so marca 1813 prevzele območje Mobile od Špancev. Ta regija je bila ostanek španske Zahodne Floride, zahodni del katere je bil vključen v Združene države leta 1810. Američani so zgradili Fort Bowyer, leseno in zemeljsko trdnjavo z 14 topovi na Mobile Point, da bi ga branili. Major Latour je menil, da nobena od treh utrdb na tem območju ni bila sposobna vzdržati obleganja.
Na koncu leta 1814 so Britanci zagnali dvojno ofenzivo na jugu nekaj tednov pred podpisom Gentskega sporazuma. Na atlantski obali je admiral sir George Cockburn, 10th Baronet imel nalogo zapreti trgovino po "Intracoastal Waterway" in na kopno izkrca bataljone marincev, da bi napredovali skozi Georgijo v zahodne teritorije. Medtem je na obali zgolj admiral Alexander Cochrane napredoval proti novi zvezni državi Louisiani in "Mississippi Territory". Cochranove ladje so dosegle obalo Louisiane 9. decembra, Cockburn pa je prispel v Georgijo 14. decembra.
Britanska vojska je imela cilj pridobiti nadzor nad vstopom v reko Mississippi. V ta namen je ekspedicijska sila 8.000 vojakov pod generalom Edward Pakenhamom napadla Jacksonove pripravljene obrambe v New Orleansu 8. januarja 1815. Bitka pri New Orleansu je bila ameriška zmaga, saj Britanci niso uspeli prevzeti utrdb na vzhodni obali. Britanska napadalna sila je imela visoko število žrtev, vključno z 291 mrtvimi, 1.262 ranjenimi in 484 ujetimi ali pogrešanimi medtem ko so bile ameriške žrtve majhne, z 13 mrtvimi, 39 ranjenimi in 19 pogrešanimi, po uradnih poročilih o žrtvah. Ta bitka je bila v Združenih državah slavljena kot velika zmaga, kar je Jacksona naredilo za nacionalnega heroja in ga na koncu poneslo do predsedništva. Januarja 1815 je Fort St. Philip prestal deset dni bombardiranja z dveh ladij kraljeve vojne mornarice. Robert V. Remini verjame, da je to preprečilo Britancem, da bi premaknili svojo floto po Misisipiju v podporo kopenskemu napadu.
Potem ko je bilo odločeno, da bodo nadaljnji napadi preveč tvegani in malo verjetni za uspeh, britanske čete so se umaknile 18. januarja. Vendar so neugodni vetrovi upočasnili evakuacijsko operacijo in šele 27. januarja 1815 so se kopenske sile ponovno pridružile floti, kar je omogočilo njen končni odhod. Po New Orleansu so Britanci prešli na prevzem Mobile kot baze za nadaljnje operacije. V pripravah je general John Lambert oblegal Fort Bowyer, ki so ga zavzeli 12. februarja 1815. Vendar je HMS Brazen naslednji dan prinesel novice o Gentskem sporazumu in Britanci so zapustili obalo Mehiškega zaliva. Konec vojne je preprečil zajem Mobila in morebitne obnovljene napade na New Orleans.
Medtem je januarja 1815 Cockburn uspel blokirati jugovzhodno obalo Georgie z zasedbo Camden County, Georgia. Britanci so hitro osvojili Cumberland Island, Georgia, v bitki pri Fort Point Peter in Fort St. Tammany v odločilni zmagi. Po ukazih svojih poveljnikov je Cockburn preselil številne begunce sužnje, kajti zasedli so tudi |otok St. Simons. Imel je ukaze, da rekrutira čim več pobeglih sužnjev v korpus kolonialnih marincev in jih uporabi za izpeljavo napadov v Georgiji in Karolini. Cockburn je prav tako zagotovil tisoče mušket in karabink ter ogromno količino streliva Creek in Seminole Indijancem za enak namen. Med invazijo na obalo Georgie se je ocenilo, da je 1.485 ljudi izbralo preselitev v britanske ozemlje ali vstop v britansko vojsko. Vendar so, sredi marca, nekaj dni po obveščanju o Gentskem sporazumu, britanske ladje zapustile območje.
Britanska vlada ni priznala niti Zahodne Floride niti New Orleansa kot ameriškega ozemlja. Zgodovinar Frank Owsley sugerira, da bi lahko izkoristili zmago pri New Orleansu za zahtevo po dodatnih ugodnostih od ZDA. Vendar pa nadaljnje raziskave v korespondenci britanskih ministrov tistega časa kažejo drugače, z posebno omembo korespondence od premierja do Robert Stewart, Viscount Castlereagh, zunanjega ministra z dne 23. decembra 1814. Zahodna Florida je bila edino ozemlje, ki ga je ZDA trajno pridobila med vojno.

### Vojna na morju

#### Ozadje
Leta 1812 je bila kraljevska mornarica Britanije največja in najmočnejša mornarica na svetu, z več kot 600 plovili v službi po porazu francoske mornarice v bitki pri Trafalgarju leta 1805. Večina teh ladij je bila uporabljena za blokado francoske mornarice in zaščito britanske trgovine pred francoskimi privatnikom, vendar je imela kraljevska mornarica še vedno 85 plovil v ameriških vodah, kar vključuje vse severnoameriške in karibsko morje. Vendar je bila severnoameriška eskadra kraljevske mornarice najhitreje dostopna sila s sedežem v Halifaksu  in Bermudih (dveh kolonijah, ki so sestavljale  Britansko Severno Ameriko) in eno malo linijsko ladjo in sedem fregat ter pet manjših slupov in brigov ter pet škunerjev. Nasprotno pa je bila celotna mornarica Združenih držav sestavljena iz 8 fregat, 14 manjših sloopov in brigov brez ladij vrstnega reda. Združene države so pred vojno na Sackett's Harbor začele obsežen program gradnje ladij, da bi zagotovile ladje za uporabo na Velikih jezerih in nadaljevale z izdelavo novih ladij.

#### Strategije ob začetku spopadov
Britanska strategija je bila zaščititi lastno trgovsko ladjevje med Halifaxom in Zahodno Indij s sklepom podanem 13. oktobra 1812 za izvrševanje blokade glavnih ameriških pristanišč, da bi omejili ameriško trgovino.
Zaradi svoje številčne inferiornosti je bila ameriška strategija povzročiti motnje z taktikami hit-and-run, kot so zajemanje nagrad in spopada z ladjami Kraljeve mornarice le v ugodnih okoliščinah.
Dneve po uradni razglasitvi vojne so Združene države poslale dve majhni eskadri, med katerimi sta bili fregata President in slup "USS Hornet" pod komandorjem Johnom Rodgersom in fregate United States ter "USS Congress", z briga "USS Argus" pod kapitanom Stephenom Decaturjem. Te so bile sprva skoncentrirane v eno enoto pod Rodgersom, ki je nameraval prisiliti kraljevo mornarico, da skoncentrira lastne ladje, da bi preprečil, da bi njegova močna sila zajela izolirane enote. Z velikim številom ameriških trgovskih ladij, ki so se vračale v Združene države z izbruhom vojne, Kraljeva mornarica ni mogla nadzorovati vseh pristanišč na ameriški obali, če so bile skupaj koncentrirane. Rodgersova strategija je delovala, saj je Kraljeva mornarica koncentrirala večino svojih fregat pred pristaniščem New Yorka pod kapitanom Philipom Brokom, kar je omogočilo številnim ameriškim ladjam, da so dosegle dom. Vendar pa je Rodgersova lastna križarka zajela le pet malih trgovskih ladij, Američani pa nikoli kasneje niso združili več kot dveh ali treh ladij kot enote.

#### Akcije posamičnih ladij
Novejše fregate ameriške mornarice so bile zasnovane tako, da so presegale svoje nasprotnike. Združene države niso verjele, da bi lahko zgradile dovolj veliko mornarico, da bi se lahko spopadle z Kraljevo mornarico v spopadih flot. Zato so bile, kjer je bilo to mogoče, posamezne ladje zasnovane, da so bile trdnejše, večje in opremljene z večjo ognjeno močjo kot njihovi nasprotniki v evropskih mornaricah. Najnovejše tri 44-topovske ladje so bile zasnovane z 24-funtnimi topovi. Te fregate so bile zasnovane za uničenje fregat, oboroženih s 36 do 38 topovi (18-funtni), ki so sestavljale večino svetovnih mornaric, hkrati pa se izognile večjim ladjam. Podobno so bile ladje-slup razreda Wasp premočne za brige razreda Cruizer, ki so jih uporabljali Britanci. Kraljeva mornarica, ki je imela več kot 600 ladij v flotah in postajališčih po vsem svetu je bila preobremenjena in kadrovsko podhranjena; večina britanskih ladij, ki so izvrševale blokado je bila (s številnimi izjemami) manj usposobljena od posadk manjših ameriških ladij. To je pomenilo, da so se v bojih posameznih ladij britanske ladje pogosto srečale z večjimi ladjami z številnejšimi posadkami, ki so bile bolje usposobljene, kar so ameriški načrtovalci tudi planirali.
Vendar morska plovila ne bijejo bitk kot posamezniki po kodeksu dvoboja, so nacionalna orodja vojne in se uporabljajo kot taka. Kraljeva mornarica se je zanašala na svoje številke, izkušnje in tradicije, da bi premagala posamezna superiorna plovila. Ko se je ameriška mornarica koncem vojne večinoma znašla v blokadi, je bila strategija Kraljeve mornarice pravilna. Kljub vsej slavi, ki so jih ti spopadi posamičnih ladij prejeli, niso vplivali na izid vojne na Atlantskem prizorišču. Končni izračun izgubljenih fregat je bil tri na vsaki strani, pri čemer je bila večina ameriške mornarice blokirana v pristanišču. Med vojno je ameriška mornarica zajela 165 britanskih trgovskih ladij (čeprav so jih korzarji zajeli veliko več) medtem ko je Kraljeva mornarica zajela 1.400 ameriških trgovskih ladij. Še pomembneje, britanska blokada atlantske obale je povzročila, da večina vojaških ladij ni mogla zapustiti morja in je ustavila tako ameriške uvoze kot izvoze.
Opazne bitke med posameznimi ladjami vključujejo USS Constitution proti HMS Guerriere 19. avgusta 1812, USS United States proti HMS Macedonian 25. oktobra, USS Constitution proti Java 29.–30. decembra, HMS Shannon proti USS Chesapeake 1. junija 1813 (najbolj krvava akcija te vojne), HMS Phoebe proti USS Essex 28. marca 1814, HMS Endymion proti USS President 15. januarja 1815.
V bitkah med posameznimi ladjami je bila prevladujoča sila najpomembnejši dejavnik. V odgovor na to, da so bile ameriške ladje večinoma močnejše od britanskih ladij iste klase je Britanija zgradila pet težkih fregat z 40 topovi in 24-funtnimi topovi in dve "spar-decked" fregati (60-topovnica "HMS Leander" in "HMS Newcastle") ter druge. Da bi se uprli ameriškim vojnim jadrnicam, so Britanci zgradili serijo Cyrus slupov z 22 topovi. Britanska admiraliteta je prav tako uvedlo novo politiko, da se ameriških težkih fregat ne sme napadati razen z ladjami linije ali fregatami v eskadronski moči.
Manjše ameriške ladje-slupi so prav tako dosegle več zmag nad britanskimi vojnimi slupi, ki so prav tako imele manjše oborožitve. Ameriške jadrnice Hornet, USS Wasp, USS Peacock, USS Wasp in USS Frolic so bile vse ladje z vsemi jadri, medtem ko so britanske razred Cruizer brig-slup, s katerimi so se srečali, bile ladje z brig jadri, kar je Američanom nudilo pomembno prednost. Ladje z jadrnicami so v boju bolj okretne, ker imajo širši spekter jader in so zato bolj odporne na poškodbe. Ladje z jadrnicami lahko jadrajo nazaj, se umikajo ali se ustavijo.

#### Gusarstvo (privatniki)
Operacije ameriških privatnikov so se izkazale za večjo grožnjo britanski trgovini kot ameriška mornarica. Delovali so po vsej Atlantiki do konca vojne, najbolj opazno iz Baltimora. Ameriški privatniki so poročali, da so zajeli 1.300 britanskih trgovskih ladij v primerjavi z 254, ki jih je zajela ameriška mornarica, čeprav je zavarovalnica Lloyd's of London poročala, da je bilo zajetih le 1.175 britanskih ladij, 373 od katerih je bilo ponovno zajetih, kar pomeni skupno izgubo 802. Kanadski zgodovinar Carl Benn je napisal, da so ameriški privatniki zajeli 1.344 britanskih ladij, od katerih je bilo 750 ponovno zadržanih s strani Britancev. Britanci so poskušali omejiti izgube privatnikov s strogo uveljavitvijo konvojev s strani Kraljeve mornarice in neposredno z blokado obalnih vod in zajetjem 278 ameriških privatnikov. Zaradi ogromne velikosti britanske trgovske flote so ameriška zajetja vplivale le na 7.5% flote, kar ni privedlo do pomanjkanja oskrb ali pomanjkanja okrepitve za britanske sile v Severni Ameriki. Od 526 ameriških privatnikov je bilo 148 zajetih s strani Kraljeve mornarice in le 207 jih je kdajkoli osvojilo trofejo.
Zaradi velike velikosti njihove mornarice Britanci niso tako močno računali na privatnike. Večina od 1.407 zajetih ameriških trgovskih ladij je bila opravljena s strani Kraljeve mornarice. Ta vojna je bila zadnjič, ko so Britanci dovolili privatništvo (gusarstvo), saj se je praksa začela dojemati kot politično neizvedljiva in z zmanjšano vrednostjo pri ohranjanju njihove pomorske prevlade. Kljub temu pa je privatništvo ostalo priljubljeno v britanskih kolonijah. To je bila zadnja možnost za privatnike v izolirani Britanski Severni Ameriki koloniji Bermuda, ki so se z odločnostjo vrnili k praksi z izkušnjami, pridobljenimi v prejšnjih vojnah. Okretni bermuda sloopi so zajeli 298 ameriških ladij. Privatniki, ki so imeli sedež v celinski Britanski Severni Ameriki, še posebej iz Nove Škotske, so zajeli 250 ameriških ladij in se izkazali za posebej učinkovite pri oviranju ameriške obalne trgovine in zajemanju ameriških ladij bližje obali kot križarke Kraljeve mornarice.

#### Britanska blokada
Pomorska blokada ZDA se je neformalno začela v pozni jeseni leta 1812. Pod poveljstvom britanskega admirala Johna Borlasa Warrena se je razširila od Južne Karoline do Floride. Razširila se je, da je odrezala še več pristanišč, ko je vojna napredovala. Dvajset ladij je bilo na prizorišču leta 1812 in 135 jih je bilo na do konca spopada. Marca 1813 je Kraljeva mornarica kaznovala južne države, ki so bile najbolj glasne pri priključitvi britanski Severni Ameriki z blokado Charlestona, Južna Karolina, Port Royala, Južna Karolina, Savanne, Georgia in tudi New York Citya. Dodatne ladje so bile poslane v Severno Ameriko leta 1813, Kraljeva mornarica pa je okrepila in razširila blokado, prvo do obale južno od Narragansetta, Rhode Island do novembra 1813 in do celotne ameriške obale 31. maja 1814. V maju 1814, po abdikaciji Napoleona in koncu težav s preskrbo z Wellingtonovo vojsko, je bila Nova Anglija blokirana.
Britanci so potrebovali ameriške prehrambene izdelke za svojo vojsko v Španiji in so imeli koristi od trgovine z Novo Anglijo, zato sprva niso blokirali Nove Anglije. Reka Delaware in zaliv Chesapeake sta bila razglašena za v stanju blokade 26. decembra 1812. Nezakonita trgovina se je odvijala z dogovorjenimi zajetji, ki so jih organizirali ameriški trgovci in britanski uradniki. Ameriške ladje so bile prenesene pod nevtralne zastave. Končno je bila ameriška vlada prisiljena izvesti ukaze za ustavitev nezakonite trgovine. To je le dodatno obremenilo trgovino v državi. Britanska flota je okupirala zaliv Chesapeake in napadala ter uničila številne doke in pristanišča. Učinek je bil, da nobene tuje blago ni moglo priti v ZDA na ladjah in le manjši hitri čolni so lahko poskusili izpluti. Stroški prevoza so postali zelo dragi.
Blokada ameriških pristanišč se je kasneje zaostrila do te mere, da so bile večina ameriških trgovskih ladij in vojaških plovil omejene na pristanišča. Ameriški fregati USS United States in USS Macedonian so končale vojno blokirane  v New London, ]]Connecticut]]. USS United States in USS Macedonian sta poskušali odpluti, da bi napadli britansko trgovino v Karibih, a sta bili prisiljeni obrniti se nazaj, ko sta se srečali z britanskim kvadronom, in do konca vojne so ZDA imele šest fregat in štiri bojne ladje v pristanišču. Nekatere trgovske ladje so trgovale v Evropi ali Aziji in so nadaljevale z operacijami. Druge, predvsem iz Nove Anglije, so prejele licence za trgovanje od britanskega admirala Warrena, poveljnika na ameriškem prizorišču leta 1813. To je omogočilo Wellingtonovi vojski v Španiji, da je prejemala ameriške blago in ohranila odpor proti vojni v Novi Angliji. Vendar pa je blokada kljub temu zmanjšala ameriške izvoze iz  $130 milijonov leta 1807 na $7 milijonov leta 1814. Večina izvozov so bili izdelki, ki so irončno oskrbeli njihove sovražnike v Britaniji ali britanskih kolonijah. Blokada je imela uničujoč učinek na ameriško gospodarstvo, saj je vrednost ameriških izvozov in uvozov padla z $114  milijonov leta 1811 na $20 milijonov do leta 1814, medtem ko je ameriška carina v letu 1811 zaslužila $13 milijonov in $6 milijonov leta 1814, kljub temu da je Kongres glasoval za podvojitev tarif. Britanska blokada je dodatno škodovala ameriškemu gospodarstvu, saj je trgovce prisilila, da so opustili poceni in hitre obalne poti v počasne in dražje notranje ceste. Leta 1814 je samo 1 od 14 ameriških trgovskih ladij tvegala zapustiti pristanišče, saj je bilo verjetno, da bo vsaka ladja, ki zapusti pristanišče zajeta.
Kot baza Kraljeve mornarice, ki je nadzorovala blokado je Halifax med vojno zelo dobro zaslužil. Od tam so britanski privatniki zasegli in prodali številne francoske in ameriške ladje. Več kot sto nagradnih plovil je bilo zasidranih v St. George's Harbour, Bermuda, ki so čakali na obsodbo s strani admiralskega sodišča, ko je leta 1815 udaril orkan, ki je potopil približno šestdeset plovil.

### Osvoboditev in zaposlitev sužnjev
Blokade in napadi britanske kraljeve mornarice so omogočili približno 4.000 črnskim sužnjem, da so ušli sužnjelastništvu, tako da so pobegnili z ameriških plantataž na britanske ladje. Ameriški sužnji blizu britanske vojske so se uprli svojim gospodarjem in se odpravili proti britanskim taboriščem. Migrante, ki so se naselili v Kanadi, so imenovali črnski begunci. Britanska flota, ki je blokirala Chesapeake Bay, je med letom 1813 sprejela vedno večje število osvobojenih sužnjev. Po ukazu britanske vlade so bili ob prehodu v britanske roke obravnavani kot svobodne osebe.
Proklamacija Alexanderja Cochrana z dne 2. aprila 1814 je povabila Američane, ki so želeli emigrirati, da se pridružijo Britancem. Čeprav ni izrecno omenjala sužnjev, so jo vsi razumeli kot naslovljeno nanje. Približno 2.400 pobeglih sužnjev in njihovih družin je britanska kraljeva mornarica prepeljala v Royal Naval Dockyard, Bermuda na Bermudi (kjer so delali na delih okoli delavnice in bili organizirani kot milicia za pomoč pri obrambi delavnice), v Novo Škotsko in New Brunswick med vojno in po njej. Od maja 1814 so začeli rekrutirati mlade moške prostovoljce v nov korpus kolonialnih marincev. Borili so se za Britanijo med celotno atlantsko kampanjo, vključno z bitko pri Bladensburgu, napadi na Washington, D.C. in bitko pri Baltimoreu, preden so se umaknili na Bermude z ostalimi britanskimi silami. Kasneje so se naselili v Trinidad potem, ko so zavrnili ukaze za premestitev v West India regimente, s čimer so oblikovali skupnost Merikinov (noben od osvobojenih sužnjev ni ostal na Bermudih po vojni). Ti pobegli sužnji so predstavljali največjo emancipacijo črncev pred ameriško državljansko vojno. Britanija je na koncu vojne plačala Združenim državam za finančne izgube sužnjev.

## Pogodba iz Genta
Avgusta 1814 so se v Gentu (v današnji Belgiji) začela mirovna pogajanja; obe strani sta se pogajanj lotili z rezervo. Britanska strategija je desetletja temeljila na ustvarjanju Indijanske vmesne države v ameriškem severozahodnem ozemlju za preprečitev ameriške širitve. Britanija je prav tako zahtevala pomorski nadzor nad Velikimi jezeri in dostop do reke Misisipi. Na ameriški strani je Monroe naložil ameriškim diplomatov, ki so bili poslani v Evropo, da poskusijo prepričati Britance, da predajo Kanado ali vsaj zgornjo Kanado ZDA. V kasnejši fazi so Američani prav tako zahtevali odškodnino za požig Washingtona in za zaseg ladij pred začetkom vojne.
Ameriška javnost je bila ogorčena, ko je Madison objavil zahteve, saj so bili celo federalisti zdaj pripravljeni na vojno. Britanske sile so zažgale Washington, a niso uspele osvojiti Baltimora in so odplule, ko je bil njihov poveljnik ubit. V severnem New Yorku je 10.000 britanskih veteranov korakalo proti jugu, dokler jih odločilna zmaga v bitki pri Plattsburghu ni prisilila nazaj v Kanado. Britanski premier lord Liverpool je, zavedajoč se naraščajočega nasprotovanja vojni 1812 v Britaniji in vojnim davkom in zahtevam trgovcev po ponovni odprtju trgovanja z Ameriko spoznal, da ima Britanija prav tako malo pridobiti in veliko izgubiti od podaljšane vojne, še posebej ob naraščajočih skrbeh glede situacije v Evropi. Glavni cilj britanske zunanje politike je bil kongres na Dunaju, na katerem so se britanski diplomati soočili z ruskimi in pruskimi diplomati glede pogojev miru s Francijo ter so se pojavile skrbi, da bi se Britanija morebiti morala podati v vojno z Rusijo in Prusijo. Izvozni trg je bil skoraj ohromljen in Francija ni bila več sovražnik Britanije potem, ko je Napoleon padel aprila 1814, zato kraljevski mornarici ni bilo več treba ustaviti ameriških pošiljk v Francijo in ni bilo več treba rekrutirati mornarjev. Britanci so bili zaposleni z obnovo Evrope po očitno končnem porazu Napoleona.
Posledično je lord Liverpool pozval britanske pogajalce naj ponudijo mir na podlagi obnove predvojenega statusa quo. Britanski pogajalci so ustrezno opustili svoje zahteve po ustvarjanju indijanske nevtralne cone, kar je omogočilo, da so se pogajanja začela znova konec oktobra. Ameriški pogajalci so sprejeli britanske predloge za mir na osnovi predvojenega statusa quo. Zaporniki so bili namenjeni za izmenjavo, pobegli sužnji pa vrnjeni v Združene države, saj je vsaj 3.000 ameriških sužnjev pobegnilo do britanskih črt. Britanci pa so zavrnili spoštovanje tega vidika pogodbe in namestili nekatere novoodpuščene sužnje v Novo Škotsko in New Brunswick. Američani so protestirali zaradi britanske odločitve, da niso vrnili ameriških sužnjev, s čimer so kršili Pogodbo iz Genta. Po arbitraži ruskega carja Aleksandra so Britanci plačali $1,204,960 odškodnine Washingtonu, da bi povrnili škodo lastnikom sužnjev.
Dne 24. decembra 1814 so diplomati končali in podpisali Pogodbo iz Genta. Pogodbo je britanski princ regent ratificiral tri dni kasneje, 27. decembra. Dne 17. februarja je prispela v Washington, kjer je bila hitro ratificirana in je začela veljati, kar je končalo vojno. Pogoji so zahtevali, da se vsa okupirana ozemlja vrnejo, da se obnovi predvojna meja med Kanado in Združenimi državami ter da Američani pridobijo pravice do ribolova v Zalivu svetega Lawrenca. Britanci so vztrajali pri vključitvi določil za vrnitev "vseh posesti, pravic in privilegijev, ki so jih lahko uživali ali jih imeli v letu 1811" Indijancem. Američani so ta določila ignorirali in kršili.
Gentska pogodba je v celoti ohranila britanske pomorske vojne pravice, kar je bil ključni cilj za Britance, ne da bi priznala ameriške pomorske pravice ali konec prisilnega novačenja v mornarico. Čeprav ameriške pomorske pravice v stoletju miru do prve svetovne vojne niso bile resno kršene, je Napoleonov poraz potrebo po prisilnem novačenju v mornarico naredil nepomembno in pritožbe Združenih držav niso bile več problem. V tem smislu so Združene države Amerike svoje cilje dosegle posredno in so menile, da je bila njihova čast ohranjena kljub nenehnemu prisilnem novačenju. 

## Izgube in odškodnine
| Vrsta žrtev                        | Združene države Amerike | Združeno kraljestvo in Kanada | Indijanski bojevniki |
| ---------------------------------- | ----------------------- | ----------------------------- | -------------------- |
| Ubiti v akciji in umrli zaradi ran | 2.260                   | ~2.000                        | ~1.500               |
| Umrli zaradi bolezni ali nesreče   | ~13.000                 | ~8.000                        | ~8.500               |
| Ranjeni v akciji                   | 4.505                   | ~3.500                        | Neznano              |
| Pogrešani v akciji                 | 695                     | ~1.000                        | Neznano              |

Podatki o izgubah ne vključujejo smrtnih žrtev med kanadskimi pripadniki milice ali domorodnimi plemeni. Britanske izgube v vojni so bile približno 1.160 ubitih v akciji in 3.679 ranjenih,, od tega je 3.321 Britancev umrlo zaradi bolezni. Ameriške izgube so bile 2.260 ubitih v akciji in 4.505 ranjenih. Čeprav število Američanov, ki so umrli zaradi bolezni ni znano, se ocenjuje, da jih je zaradi vseh vzrokov, neposredno povezanih z vojno, umrlo približno 15.000. 
Vojna je britanskemu državnemu dolgu dodala približno 25 milijonov funtov. V Združenih državah Amerike so stroški znašali 90 milijonov dolarjev in dosegli vrhunec pri 2,7 % BDP.[264] Državni dolg se je s 45 milijonov dolarjev leta 1812 povečal na 127 milijonov dolarjev do konca leta 1815, čeprav je vlada s prodajo obveznic in državnih zakladnic z velikimi popusti – in pogosto za nevnovčljiv papirnati denar zaradi začasne ustavitve plačila v obliki denarja leta 1814 – prejela le 34 milijonov dolarjev v obliki denarja. Stephen Girard, takrat najbogatejši človek v Združenih državah Amerike, je bil med tistimi, ki so financirali vpletenost vlade Združenih držav v vojno. Britanski državni dolg se je z 451 milijonov funtov leta 1812 povečal na 841 milijonov funtov leta 1814, čeprav je bilo to v času, ko se je Britanija bojevala proti Napoleonu. Vojna je bila slaba za obe gospodarstvi.
V Združenih državah je gospodarstvo od leta 1812 do 1815 raslo za 3,7 % na leto kljub veliki izgubi poslov s strani ladijskih družb z vzhodne obale. Cene so bile leta 1815 za 15 % višje v primerjavi z letom 1812, letna stopnja pa je znašala 4,8 %.  Odprtih je bilo na stotine novih bank; večinoma so upravljale s posojili, s katerimi so financirale vojno, saj so se davčni prihodki zmanjšali. Denar, ki bi bil porabljen za zunanjo trgovino je bil preusmerjen v odpiranje novih tovarn, ki so bile dobičkonosne, saj britanski tovarniško izdelani izdelki niso bili naprodaj.  To je močno spodbudilo industrijsko revolucijo v Združenih državah Amerike, kot jo opisuje Boston Associates.

## Dolgoročne posledice
Meja med Združenimi državami Amerike in Kanado je med vojno ostala v bistvu nespremenjena, nobena stran pa ni dosegla pomembnih ozemeljskih pridobitev.  Kljub pogodbi Ker Gent ni obravnaval prvotnih spornih točk in vzpostavil status quo ante bellum, so se odnosi med Združenimi državami in Veliko Britanijo drastično spremenili. Tudi vprašanje prisilnega novačenja v britansko kraljevo mornarico je postalo nepomembno, saj kraljeva mornarica po vojni ni več potrebovala mornarjev.
Dolgoročni rezultati vojne so bili na splošno zadovoljivi tako za Združene države kot za Veliko Britanijo. Razen občasnih mejnih sporov in nekaterih napetosti med in po ameriški državljanski vojni so odnosi med Združenimi državami in Veliko Britanijo ostali mirni do konca 19. stoletja. V 20. stoletju sta državi, ki so ju spodbudili številni svetovni konflikti postali tesni zaveznici. Spomin na konflikt je igral pomembno vlogo pri utrjevanju kanadske nacionalne identitete po letu 1867.
Pogodba Rush-Bagot med Združenimi državami in Veliko Britanijo je bila sprejeta leta 1817. Demilitarizirala je Velika jezera in jezero Champlain, kjer so še vedno obstajali številni britanski pomorski dogovori in utrdbe. Pogodba je postavila temelje za demilitarizirano mejo. Velja še danes.

### Bermudi
Bermudi so bili pred ameriško neodvisnostjo večinoma prepuščeni obrambi lastne milice in zasebnikov, vendar je kraljeva mornarica začela odkupovati zemljišča in delovati od tam od leta 1795, potem ko je več let preučevala grebene, da bi našla Hurdov kanal (ki je velikim fregatam in linijskim ladjam omogočal prehod skozi okoliške grebene do Murrayjevega sidrišča in zaprtih pristanišč). Ko so gradbena dela napredovala v prvi polovici 19. stoletja, so Bermudi postali kraljeva trdnjava, stalno mornariško poveljstvo na zahodni polobli, kjer je bila Admiralty House Bermudi in je služila kot oporišče in ladjedelnica. Obrambna infrastruktura je ostala osrednji del bermudskega gospodarstva vse do druge svetovne vojne.

### Kanada
Po vojni so probritanski voditelji v Zgornji Kanadi pokazali močno sovražnost do ameriških vplivov vključno z republikanizmom, ki je oblikoval njihovo politiko. Priseljevanje iz Združenih držav Amerike je bilo nezaželjeno, naklonjenost pa je bila izkazana anglikanski cerkvi v nasprotju z bolj amerikanizirano metodistično cerkvijo.
Bitka pri Yorku je pokazala ranljivost Zgornje in Spodnje Kanade (Kanade). V desetletjih po vojni je bilo izvedenih več projektov za izboljšanje obrambe kolonij pred Združenimi državami. Med njimi so bila dela na La Citadelle v Quebec Cityju, Fort Henry v Kingstonu in obnova Fort Yorka v Yorku. Poleg tega so se začela dela na Citadeli Halifax za obrambo pristanišča pred tujimi mornaricami. Podobno kot ameriški pogled, da je bila to za Združene države "druga vojna za neodvisnost", je bila vojna tudi nekakšna vojna za neodvisnost Kanade. Pred vojno je bila Kanada mešanica francoskih Kanadčanov, domačinov, britanskih državljanov, lojalistov in Američanov, ki so se tja priselili. Zgodovinar Donald R. Hickey trdi, da je vojna, ki je ogrožala Kanado, močno pripomogla k združitvi teh različnih skupin v enoten narod.

### Avtohtoni narodi
Avtohtona plemena, zavezniki Britancev, so izgubila svoj cilj. Američani so na mirovni konferenci v Gentu zavrnili britanski predlog o ustanovitvi "indijanske vmesne države" na ameriškem Zahodu in ta predlog se ni nikoli več pojavil. Donald Fixico trdi, da so "[p]o vojni leta 1812 ZDA izpogajale več kot dvesto indijanskih pogodb, ki so vključevale odstop indijanskih zemljišč, in 99 od teh sporazumov je povzročilo ustanovitev rezervatov zahodno od reke Mississippi".
Domorodni narodi so izgubili večino svojega ozemlja, kjer so lovili krzno. Domorodni narodi so bili razseljeni v Alabami, Georgiji, New Yorku in Oklahomi, izgubili pa so večino tega, kar je danes Indiana, Michigan, Ohio in Wisconsin znotraj severozahodnega ozemlja, pa tudi v New Yorku in na jugu ZDA. Britanski oblikovalci politike so jih začeli obravnavati kot nezaželeno breme, saj so se zdaj na Združene države obrnili po trge in surovine. Vsem, vključno z britanskimi trgovci s krznom je bil prepovedan vstop v Združene države za namene trgovine.
Britanski indijanski agenti so se še naprej redno srečevali s svojimi nekdanjimi zavezniki med plemeni starega severozahoda, vendar jim niso hoteli dobavljati orožja ali jim pomagati pri upiranju ameriškim poskusom, da bi jih pregnali. Ameriška vlada je hitro zgradila mrežo utrdb po celotnem starem severozahodu in s tem vzpostavila trden vojaški nadzor. Sponzorirala je tudi ameriške trgovce s krznom, ki so v konkurenci premagali britanske trgovce s krznom. Medtem so se evro-ameriški naseljenci hitro preselili na stari severozahod, na ozemlja, ki so jih zasedala plemena, ki so bila prej zavezniki Britancev. Vojna leta 1812 je zaznamovala prelomnico v zgodovini starega severozahoda, saj je vzpostavila oblast Združenih držav nad Britanci in Indijanci v tej obmejni regiji.
Po odločilnem porazu Indijancev Creek v bitki pri Horseshoe Bendu leta 1814 so nekateri bojevniki Creek pobegnili, da bi se pridružili Seminolom na Floridi.Predloga:Citiranje potrebno Preostali poglavarji Creek so podpisali pogodbo o približno polovici svojih zemljišč, ki so obsegala 23.000.000 hektarjev in so pokrivala velik del južne Georgie in dve tretjini sodobne Alabame. Creeki so bili ločeni od kakršne koli prihodnje pomoči Špancev na Floridi ter od  Choctaw in Chickasaw plemen na zahodu.<ref>»Kultura/History«. Muscogee (Krik) Nation. Arhivirano iz prvotnega spletišča dne 18. marca 2021. Pridobljeno 19. marca 2021.<ref>

### Združeno kraljestvo
V Združenem kraljestvu se vojne le redko spominjajo. Vojna v Evropi proti francoskemu cesarstvu pod Napoleonom je zagotovila, da Britanci vojne leta 1812 proti Združenim državam niso imeli za več kot le stransko predstavo.  Britanska blokada francoske trgovine je delovala in kraljeva mornarica je bila prevladujoča svetovna pomorska sila (in to je ostala še stoletje). Medtem ko so kopenske kampanje prispevale k rešitvi Kanade, je kraljeva mornarica ustavila ameriško trgovino, zaprla ameriško mornarico v pristaniščih in močno zatrla zasebno ladjevje. Britanska podjetja, nekatera zaradi naraščajočih stroškov zavarovanja, so zahtevala mir, da bi se lahko nadaljevala trgovina z Združenimi državami.  Britanci so mir na splošno pozdravili, čeprav je bilo zaradi hitre rasti Združenih držav nekaj negotovosti. Naroda sta po koncu vojne in rastočem prijateljstvu hitro nadaljevala trgovino. 
Zgodovinar Donald Hickey trdi, da je bil za Veliko Britanijo "najboljši način za obrambo Kanade ugoditev Združenim državam. To je bil glavni razlog za dolgoročno britansko politiko zbliževanja z Združenimi državami v devetnajstem stoletju in pojasnjuje, zakaj so bili tako pogosto pripravljeni žrtvovati druge imperialne interese, da bi ohranili republiko srečno". 

### Združene države
Narod je pridobil močan občutek popolne neodvisnosti, ko so ljudje praznovali svojo "drugo vojno za neodvisnost". Nacionalizem je po zmagi v bitki za New Orleans močno narasel. Opozicijska federalistična stranka je zaradi nasprotovanja vojni propadla in nastopila je "Era of Good Feelings".
Združene države niso več dvomile o potrebi po močni mornarici in so kmalu po koncu vojne zgradile tri nove linijske ladje z 74 topovi in dve novi fregati z 44 topovi. Leta 1816 je ameriški kongres sprejel "Zakon o postopnem povečanju mornarice" za ceno 1.000.000 dolarjev na leto za osem let, s katerim je odobril devet linijskih ladij in 12 težkih fregat. Kapitani in komodorji mornarice so postali junaki svoje generacije v Združenih državah. Več vojnih junakov je izkoristilo svojo slavo za zmago na volitvah za državne funkcije. Andrew Jackson in William Henry Harrison sta oba izkoristila svoje vojaške uspehe za zmago na predsedniških volitvah, medtem ko je predstavniku Richardu Mentorju Johnsonu vloga med vojno pomagala doseči podpredsedniški položaj. 
Med vojno so bile zvezne države Nove Anglije vse bolj razočarane nad načinom vodenja vojne in kako je konflikt vplival nanje. Pritoževale so se, da vlada Združenih držav ni dovolj vojaško in finančno vlagala v obrambo zveznih držav ter da bi morale imeti zvezne države večji nadzor nad svojimi milicami. Povečani davki, britanska blokada in okupacija dela Nove Anglije s strani sovražnih sil so prav tako vznemirili javno mnenje v zveznih državah.  Na konvenciji v Hartfordu, ki je potekala med decembrom 1814 in januarjem 1815 so federalistični delegati obsodili vojna prizadevanja in zahtevali večjo avtonomijo za zvezne države Nove Anglije. Niso pozivali k odcepitvi, vendar se je vest o jeznih protivojnih resolucijah pojavila, ko je bil razglašen mir in je bila znana zmaga v New Orleansu. Posledica tega je bila, da so bili federalisti trajno diskreditirani in so hitro izginili kot pomembna politična sila. 
Ta vojna je omogočila tisočim sužnjem pobeg v svobodo kljub težavam. Britanci so številnim pobeglim sužnjem pomagali pri preselitvi v New Brunswick in Novo Škotsko, kjer so črni lojalisti po ameriški osamosvojitveni vojni prav tako dobili zemljo.
Jackson je leta 1818 napadel Florida (takrat del Nove Španije) in Španiji dokazal, da tega kolonialnega ozemlja ne more več nadzorovati z majhno silo. Španija je leta 1819 prodala Florido Združenim državam Amerike v skladu s pogodbo Adams-Onís po prvi seminolski vojni. Pratt sklepa, da je "tako posredno vojna leta 1812 privedla do pridobitve Floride".

## Historiografija
Historiografija vojne leta 1812 odraža številne interpretacije konflikta, zlasti glede izida vojne. Zgodovinski zapisi tako Britance kot Američane interpretirajo kot zmagovalce v konfliktu, pri čemer je bilo objavljenih veliko akademske in poljudnoznanstvene literature, ki podpira vsako trditev.
Britanci so na vojno leta 1812 gledali kot na manjše prizorišče, ki so ga zasenčile ključne zmage v bitki pri Trafalgarju leta 1805 in bitki pri Waterlooju leta 1815, kar je privedlo do Pax Britannica. V Združenih državah Amerike in Zgornji Kanadi se je po koncu vojne uveljavila nacionalistična mitologija.
Z neuspehom invazije na britansko Kanado, ki je spodbudil koncept kanadske identitete, je Kanada ostala posebna regija, ki se je še naprej razvijala v narod. Američani so lahko uveljavili svojo suverenost in obnovili čast. in tako imenovana druga vojna za neodvisnost sta pomembni temi v ameriški historiografiji in ju zgodovinarji smatrajo za pomembne rezultate.  Na splošno velja, da so avtohtoni narodi v vojni izgubili.